# Nick Land
Nick Land (født 16. januar 1962) er en britisk filosof, forfatter og blogger. Han anses for at være grundlæggeren af accelerationisme.
 Der er for få eller ingen kildehenvisninger i denne artikel, hvilket er et problem. Du kan hjælpe ved at angive troværdige kilder til de påstande, som fremføres i artiklen.